# Junggeselle

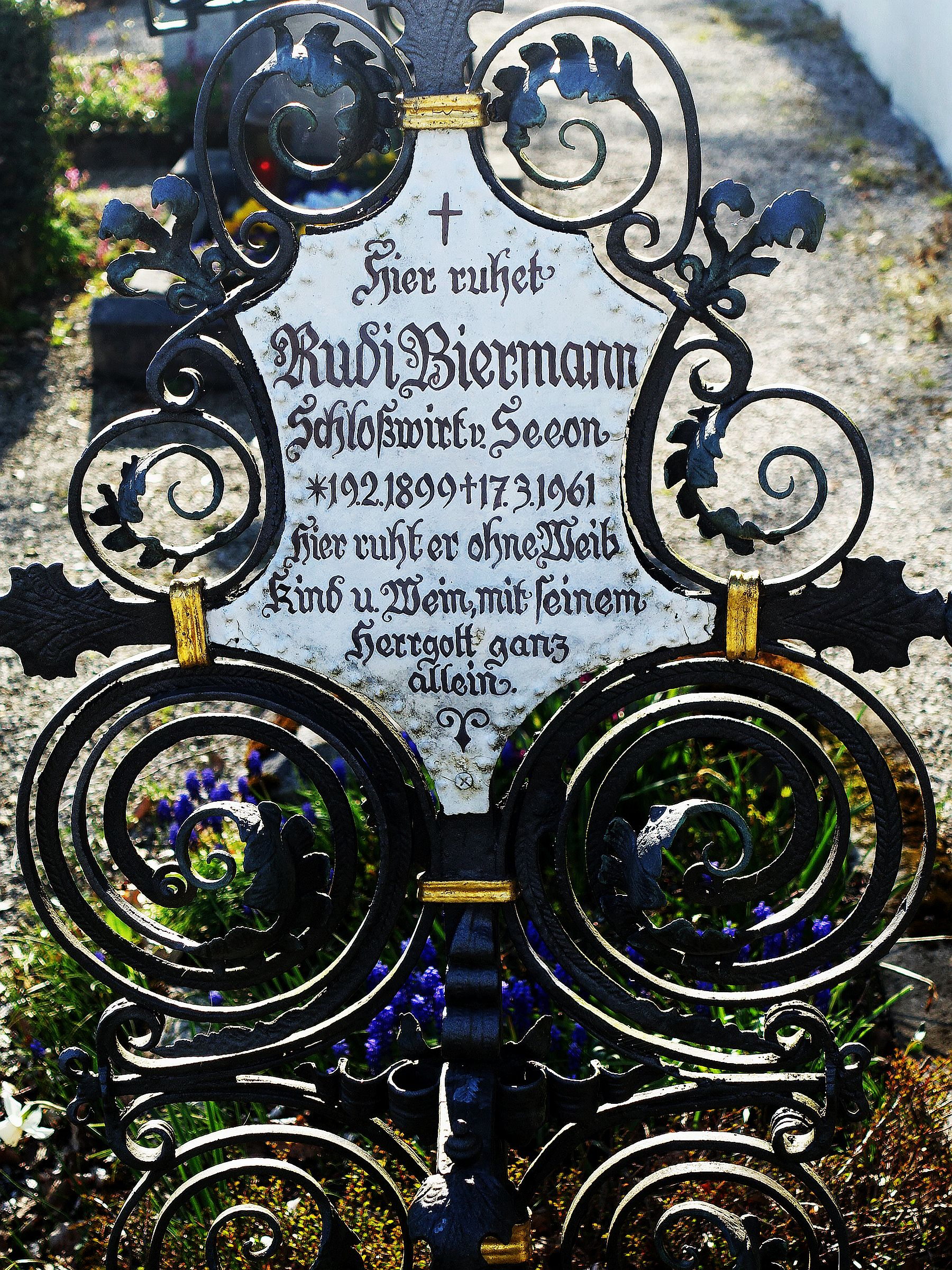
Grab des Schlosswirts in Seeon

Der Junggeselle ist ein unverheirateter Mann, unabhängig von seinem Alter. Die weibliche Entsprechung ist am ehesten die aus dem Sprachgebrauch gekommene Jungfer. Im Brauchtum spricht man auch von den (unverheirateten) Jungmännern. Der alte Junggeselle ist ein Hagestolz.

## Begriffsentwicklung
Der Begriff kommt aus der Handwerkersprache des hochmittelalterlichen Zunftwesens: Der Junggeselle war zunächst der jüngste der Gesellen in einem Handwerksbetrieb und stand im Gegensatz zum Altgesellen auf der untersten Stufe der Rangleiter. Seit dem 15. Jahrhundert bezeichnete das Wort vorrangig den jungen Gesellen auf Wanderschaft, der noch keine Familie gründen konnte (vergleiche auch Bursche).

### Junggesellenstand und Mannesstand
Seit dem 16. Jahrhundert bezeichnet „Junggeselle“ allgemein den jüngeren unverheirateten Mann im Gegensatz zum Ehemann: Das Niederlassungsrecht für Handwerker war in den Zünften mit der Meisterschaft genauso verbunden wie die Pflicht, einen Hausstand zu gründen, womit der handwerkliche Ausbildungsbegriff des Gesellen auf den Personenstand übergeht. Wer unverheiratet blieb, lebte im Junggesellenstand. Dass der Junggesellenstand eine willkommene Ressource etwa an wehrfähigen, rekrutierbaren Personen war – einen Mann aus Ehe, Familie und Beruf heraus zum Kriegsdienst zu nehmen, war schon immer eine Notmaßnahme, weil sie die notwendige Wirtschaftskraft mindert –, war kein Hindernis, zu manchen Zeiten eine Junggesellensteuer zu erheben, um die Junggesellen zum Heiraten zu animieren.

### Junggesellenstand und Ehestand
Traditionell wurde der Junggeselle daher mit dem Personenstand ledig gleichgesetzt. Nach manchem heutigen Empfinden wird seine Anwendung aber auf Personen, die in einer nichtehelichen (eheähnlichen) Partnerschaft (auch wilde Ehe genannt) leben, für unzutreffend gehalten. Mit der Entwicklung eines neuen Personenstandes für Leute, die in einer Lebenspartnerschaft leben, ist für viele in ihrem Empfinden auch unklar, ob zur Beendigung ihres Junggesellendaseins zwingend die Ehe erforderlich sei. Insgesamt zieht der Wandel des Eheverständnisses in der Gesellschaft auch einen Wandel des Junggesellenverständnisses nach sich. Für die Anwendung des Begriffs spielt das Alter der Zielperson keine Rolle mehr.
Der Junggesellenstand als Gegensatz zum Ehestand ist heute gesellschaftlich nicht mehr geächtet; der Anteil der Unverheirateten sowie der Alleinlebenden in der Gesellschaft steigt. Auch Geschiedene bezeichnen sich gelegentlich – nicht ganz korrekt – als Junggesellen. Im gegenwärtigen Sprachgebrauch werden Junggeselle und Junggesellin immer häufiger durch die moderneren Begriffe Alleinstehende(r) oder Single ersetzt, was allerdings auch Geschiedene sowie Witwen und Witwer umfasst. Für Unverheiratete, die diese Lebensweise gewollt über einen länger andauernden Zeitraum leben, wird der Begriff Junggeselle oftmals in Verbindung mit einem Wort wie überzeugt, eingefleischt, bekennend oder ewig gebraucht. Die Wahl des Zusatzwortes hängt häufig vom genauen Zusammenhang ab.
Anhand statistischer Zahlen wird außerdem deutlich, dass das Heiratsalter Lediger ständig gestiegen ist. Männer heiraten mittlerweile im Schnitt mit 34,6 Jahren. Dies entspricht einem Anstieg um 1,6 Lebensjahre im Verlauf von 10 Jahren, da das Durchschnittsalter 2008 noch bei 33 Jahren lag.

### Junggesellenschaft und Homosexualität
Der Begriff Junggeselle wird teilweise jedoch auch (meist in Verbindung mit einem beschreibenden Adjektiv wie eingefleischt, bekennend oder überzeugt) als Euphemismus gebraucht, wenn der Verwender das Thema Homosexualität nicht offen ansprechen möchte. Bei nicht geouteten Männern kommt dies als Selbstbezeichnung vor oder als journalistische Umschreibung. Vor allem in konservativen Kreisen, in denen die Bereitschaft, offen über Homosexualität zu reden, besonders gering ist, gilt der Begriff als gesellschaftlich akzeptierte Sprachregelung, auch wenn die Zielperson des Begriffs offen schwul ist.

### Heutige Verwendung
Heute wird der Begriff kaum noch verwendet. Infolge eines Bedeutungswandels und geänderter Wertvorstellungen wird meist der Anglizismus Single für Menschen beiderlei Geschlechts verwendet, die in keiner Partnerschaft leben. Eher als Single-Frauen wird allein lebenden Männern im populären psychologischen Diskurs jedoch „Beziehungsunfähigkeit“ zugeschrieben, oft auch in Selbstzuschreibung; die wissenschaftliche Psychologie kennt eine solche „Beziehungsunfähigkeit“ nicht.
Mitunter wird auch noch der Begriff „Junggesellenwirtschaft“ oder „Junggesellenhaushalt“ verwendet, der ein etwas unordentliches und vernachlässigtes häusliches Umfeld bezeichnet. Er beruht auf der Vorstellung, dass Männer weniger Wert auf Sauberkeit, Ordnung und Wohnungseinrichtung legen würden. In der Vergangenheit besaßen Männer oftmals auch tatsächlich nicht die notwendigen Kenntnisse in Hauswirtschaft und Essenszubereitung, so dass ein unverheirateter Mann, wenn er nicht eine Haushälterin beschäftigte, tatsächlich in diesen Fragen überfordert war.

## Brauchtum um den Junggesellenstand

### Die Jungmänner im europäischen Volksbrauchtum
Neben Kennzeichen der Tracht – etwa rosa Schleife für den Junggesellen, rot für den Mann, die der Haube der Frauentracht entsprechen – ist eine Fülle von Bräuchen der Jungmännerschaft des Orts vorbehalten. Dazu gehören etwa:
- Aufstellen des Maibaums inklusive Maibaumkraxeln
- Abbrennen der Feuer in vielen Varianten des Feuerbrauchtums, einschließlich des Über-das-Feuer-Springens
- Das Fegen
- Verkleidungsumzüge wie Perchtenlauf, Glöckeln und ähnliches.

Alle diese Bräuche stellen das Pendant der Brautschau dar: Bei örtlichen Festen kommen die Menschen umliegender Orte zusammen. Sich bei solchen Festen durch besondere Kraft, Ausdauer, Geschicklichkeit oder Wagemut hervortun zu können, ist essentieller Zweck solcher Bräuche. Die offenkundig sexuelle Konnotation mancher dieser Bräuche ist dabei kein Zufall.

### Junggesellenabschied
Steht ein Mann kurz vor seiner Heirat, wird im rein männlichen Freundeskreis gern sein Junggesellenabschied gefeiert: Da der angehende Ehemann nach der Hochzeit kein Junggeselle mehr ist, wird mit diesem Brauch sein Junggesellendasein feierlich oder auch feucht-fröhlich beendet. In Großbritannien hat dieser Brauch eine besonders lange und ausgiebig gefeierte Tradition, mit eigenen Liedern („For he’s a jolly good fellow“), Trinkgelagen und sexuellen Ausschweifungen. Auch junge Frauen feiern dort zunehmend ausgelassen und mit viel Alkohol gemeinsam mit Freundinnen in Pubs und Discos – oft karnevalistisch kostümiert – ihren Junggesellinnenabschied. Diese Sitte setzt sich seit einigen Jahren zunehmend auch in Deutschland durch. In Süddeutschland, Österreich, in der Schweiz und in Dänemark bezeichnet man den ausgelassenen Abschied vom Ledig-Sein mit dem Ausdruck Polterabend. In Großbritannien nennt man den Junggesellenabschied “Stag Night”, den der Junggesellinnen “Hen Night”. Auch in den USA und anderen englischsprachigen Ländern ist der Begriff „Stag Night“ bzw. „Stag Party“ bekannt.

## Nichteuropäisch-ethnologische Aspekte
Junggesellenhaus heißt bei einigen außereuropäischen Völkern, z. B. in Westafrika, Indonesien, Hinterindien und besonders ausgeprägt in Ozeanien, das große Gemeinschaftshaus, in dem die jungen, unverheirateten Männer gemeinsam leben.

## Junggeselle in der Literatur
Etwas holprig meinte Johann Wolfgang von Goethe:
„Denn das ist Gottes wahre Gift,

wenn die Blüthe zur Blüthe trifft;

deszwegen Jungfern und Junggesellen

im Frühling sich gar gebärdig stellen.“
Der ältere unverheiratete Mann über 50 wurde – mit freundlicher Ironie – Hagestolz genannt. „Berühmt“ ist Der Hagestolz von Adalbert Stifter (1845). Ernest Hemingway veröffentlichte 1927 Männer ohne Frauen, eine Sammlung von Kurzgeschichten.